# Tropidurus
Genre
Synonymes
- Platynotus Wagler, 1830
- Tapinurus Amaral, 1932

Tropidurus est un genre de sauriens de la famille des Tropiduridae.

## Répartition
Les 30 espèces de ce genre se rencontrent en Amérique du Sud.

## Description
Mâles et femelles sont différents : les mâles sont en général plus grands, avec des couleurs plus contrastées, et généralement des motifs bien visibles.

## Liste des espèces
Selon The Reptile Database (10 août 2019) :
- Tropidurus arenarius (Tschudi, 1845)
- Tropidurus azurduyae Carvalho, Rivas, Céspedes & Rodrigues, 2018
- Tropidurus bogerti Roze, 1958
- Tropidurus callathelys Harvey & Gutberlet, 1998
- Tropidurus catalanensis Gudynas & Skuk, 1983
- Tropidurus chromatops Harvey & Gutberlet, 1998
- Tropidurus cocorobensis Rodrigues, 1987
- Tropidurus erythrocephalus Rodrigues, 1987
- Tropidurus etheridgei Cei, 1982
- Tropidurus guarani Alvarez, Cei & Scolaro, 1994
- Tropidurus helenae (Manzani & Abe, 1990)
- Tropidurus hispidus (Spix, 1825)
- Tropidurus hygomi Reinhardt & Lütken, 1861
- Tropidurus imbituba Kunz & Borges-Martins, 2013
- Tropidurus insulanus Rodrigues, 1987
- Tropidurus itambere Rodrigues, 1987
- Tropidurus jaguaribanus Passos, Lima & Borges-Nojosa, 2011
- Tropidurus lagunablanca Carvalho, 2016
- Tropidurus melanopleurus Boulenger, 1902
- Tropidurus montanus Rodrigues, 1987
- Tropidurus mucujensis Rodrigues, 1987
- Tropidurus oreadicus Rodrigues, 1987
- Tropidurus pinima (Rodrigues, 1984)
- Tropidurus psammonastes Rodrigues, Kasahara & Yonenaga-Yassuda, 1988
- Tropidurus semitaeniatus (Spix, 1825)
- Tropidurus sertanejo Carvalho, Sena, Peloso, Machado, Montesinos, Silva, Campbell & Rodrigues, 2016
- Tropidurus spinulosus (Cope, 1862)
- Tropidurus tarara Carvalho, 2016
- Tropidurus teyumirim Carvalho, 2016
- Tropidurus torquatus (Wied-Neuwied, 1820)
- Tropidurus xanthochilus Harvey & Gutberlet, 1998

## Publication originale
- Wied-Neuwied, 1824 : Verzeichniss der Amphibien, welche im zweyten Bande der Naturgeschichte Brasiliens vom Prinz Max von Neuwied werden beschrieben werden. Isis von Oken, vol. 14, p. 661-673 (texte intégral).